# Pipils
Els pipils o Cuzcatleques són un poble indígena que habita la zona occidental i central del Salvador. El seu idioma és el Pipil o Nahuat. Els avantpassats dels pipils van emigrar de Mèxic i es van assentar al territori que actualment és El Salvador al segle x dC 

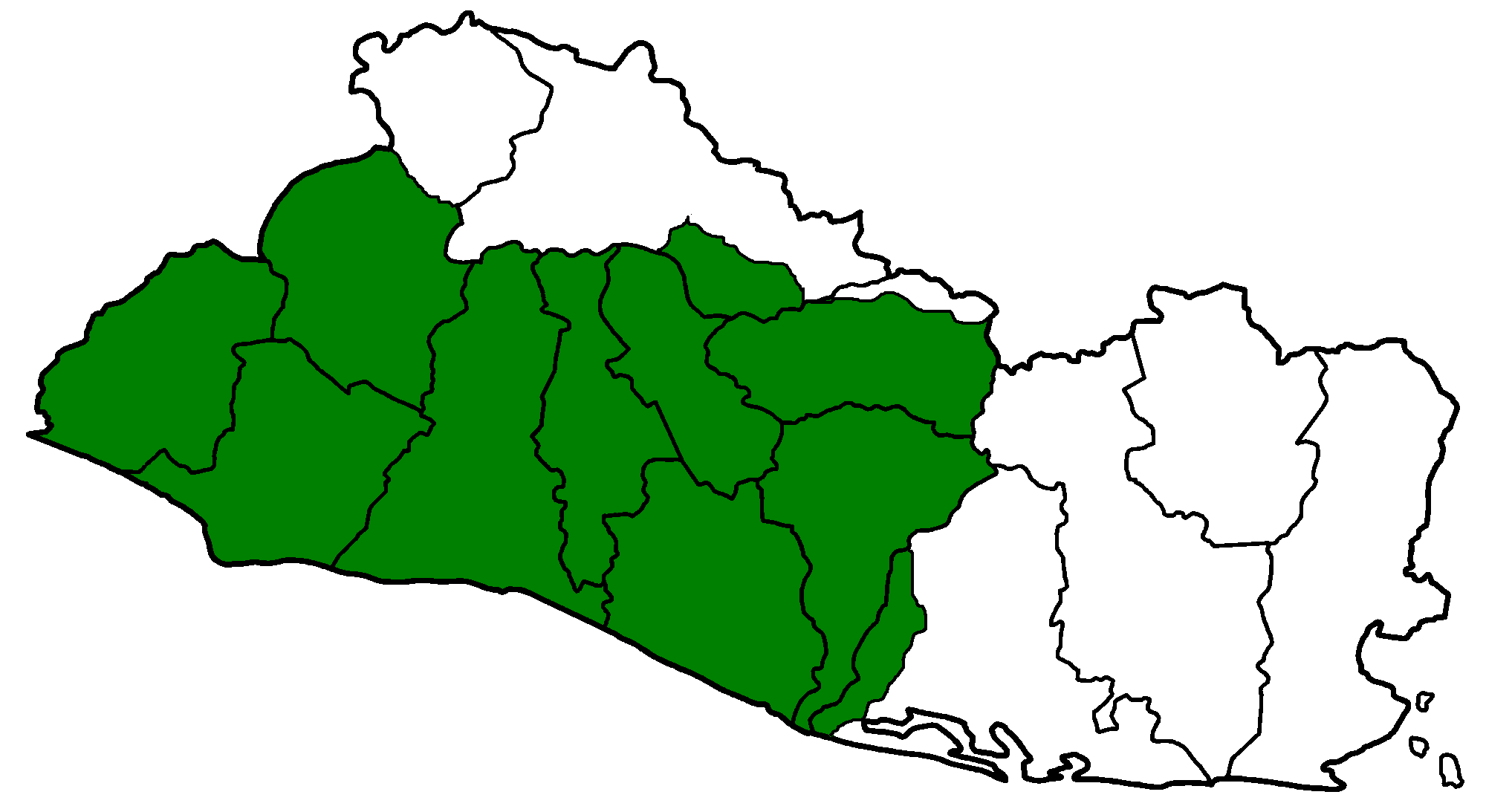
Territori del Senyoriu de Cuzcatlan

Emblema de Cuzcatlan

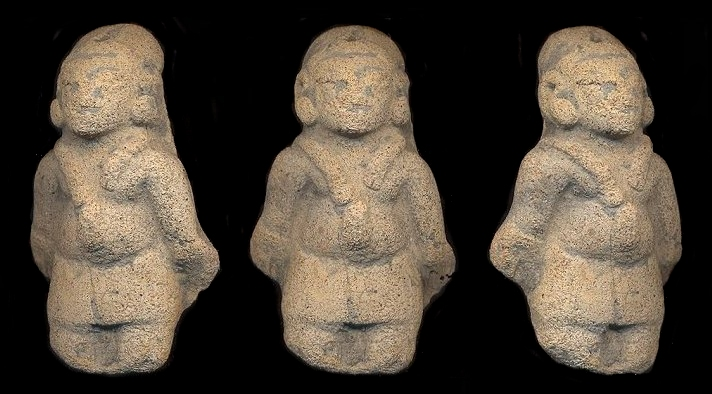
Estatuetes de la cultura pipil

## Etimologia
La paraula Pipil és un terme nàhuat que prové de Pipiltzin que significa noble, senyor o príncep, encara que també es deriva de *ipiltoton, que significa nen, noi o homenet. El nom va ser donat a les tribus nahues que hi havia al Salvador i altres països de Centreamèrica, pels tlaxcalteques i altres pobles del mateix tronc lingüístic de Mèxic que estaven aliats amb Pedro de Alvarado en la conquesta de la regió, suposadament perquè en escoltar el pipil, els semblava un nàhuatl mal pronunciat, amb accent de nen.

## Història
Proves arqueològiques i glotocronològiques mostren que algunes poblacions situades on ara hi ha els estats mexicans de: Durango, Zacatecas i San Luis Potosí emigraren a Veracruz al voltant del 500 o 600 dC.
Segons les proves trobades a les ruïnes de Chalchuapa i Tazumal, aquesta civilització va desaparèixer pels volts del 1500 aC. Sembla que les seves arrels es troben a la civilització tolteca i que vingueren al que ara és conegut com El Salvador poc després de la caiguda de l'imperi de Tala. Aleshores potser eren uns 450.000 individus.
Al voltant del 800 dC alguns poblacions van emigrar cap al Soconusco, en l'actual part sud de Mèxic, donant origen als pipils, mentre les poblacions que es van quedar van donar origen als nonoalques; alhora tots dos grups comencen a ser influïts pels Tolteca. Arribarien al Salvador pel 1250-1300.
En el 900 dC els pipils van emigrar cap a diverses regions de Guatemala, El Salvador i Hondures. Algunes poblacions pipils d'Hondures van emigrar a diverses regions de Nicaragua on van donar origen als Nicaraos (poble de parla nàhuat que va habitar al voltant del Llac Cocibolca).
En l'actual Guatemala els pipils van fundar Isquintepeque (actual Escuintla) i es van veure influïts per les poblacions maies (cakchiquels, quitxés i tzutujiles). En el que avui és Hondures els pipils van habitar a les valls de: Comayagua, Olancho i Aguán i a Choluteca i es van veure influïts per la poblacions maies chortis.
En l'actual El Salvador els pipils van fundar al voltant del 1200 el Senyoriu de Cuzcatlán, nació que s'estenia des del riu Paz fins al riu Lempa, és a dir cobria gran part de l'occident i centre d'El Salvador.
En 1524 van ser conquistats els pipils d'Isquintepeque per Pedro de Alvarado i en 1528 va ser conquistat el Senyoriu de Cuzcatlán, para 1530 havien estat conquistades les poblacions pipils a Hondures i a Nicaragua.
Per la colonització i assimilació espanyola es van extingir les poblacions pipils a Guatemala, Hondures i Nicaragua, sobrevivint la llengua i cultura pipil al Salvador.
El 1932 es va produir l'aixecament camperol que va ser reprimit cruelment pel govern del General Maximiliano Hernández Martínez provocant la mort de milers d'indígenes pipils. Això va provocar que molts pipils abandonessin la seva llengua i tradicions.

## Subdivisions
Les branques dels pipils són: 
- els cuzcatlecos, que van tenir la capital a l'actual ciutat d'Antiguo Cuzcatlán, a l'àrea de San Salvador.
- els izalcos, que van produir cacau.
- els nonualcos, aficionats a la guerra.
- els mazahuas, poble ramader de cérvols de cua blanca.

## Cultura
Entre altres coses desenvoluparen el sistema de calpulli (descendència) per justificar el poder i el control dels recursos, i la jerarquia social dels nobles, comuns i esclaus. Els comuns pagaven tribut als nobles, i després als espanyols. Es dedicaven a l'agricultura de cacau i cotó, i al comerç de sal i obsidiana. Havien lluitat amb kaqtxikels i kichés en el darrer període postclàssic, i perderen molt territori a la costa. Tanmateix, l'emigració pipil va estendre la cultura nahua per Centreamericà, així com la religió i la ciència.